# Le Barroux
Le Barroux é uma comuna francesa na região administrativa da Provença-Alpes-Costa Azul, no departamento de Vaucluse. Estende-se por uma área de 16,04 km², com 615 habitantes, segundo os censos de 2006, com uma densidade de 35 hab/km².

## Demografia
|}